# Komenda Rejonu Uzupełnień Baranowicze

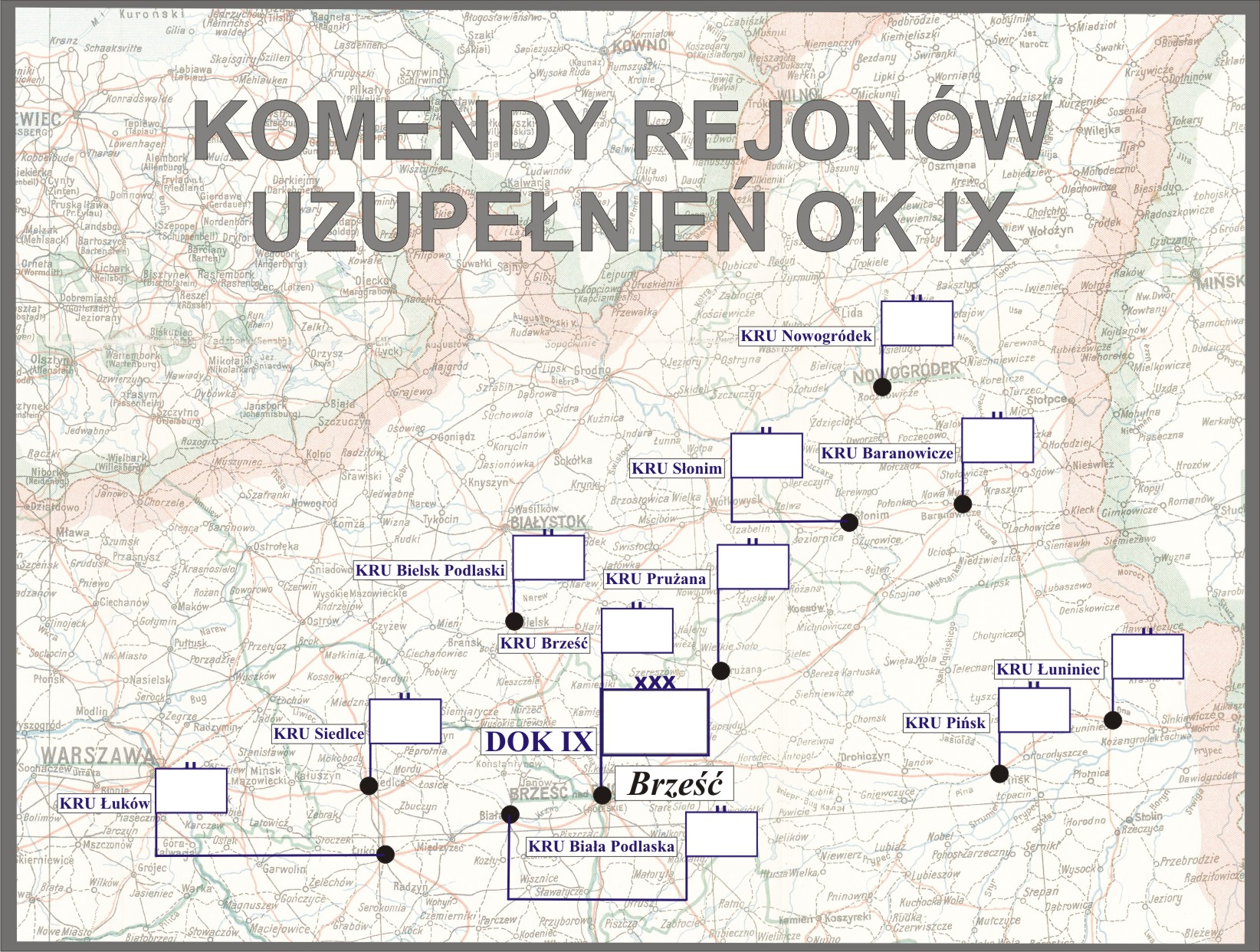
Komendy rejonów uzupełnień OK IX

Komenda Rejonu Uzupełnień Baranowicze (KRU Baranowicze) – organ wojskowy właściwy w sprawach uzupełnień Sił Zbrojnych II Rzeczypospolitej i administracji rezerw w powierzonym mu rejonie.

## Historia komendy
Na obszarze Okręgu Korpusu Nr IX funkcjonowała Powiatowa Komenda Uzupełnień Baranowicze, która obejmowała swoją właściwością powiaty: baranowicki i nieświeski. W każdym mieście powiatowym miał rezydować oficer ewidencyjny. W 1924 stanowiska ta nie zostały obsadzone.
18 listopada 1924 weszła w życie ustawa z dnia 23 maja 1924 o powszechnym obowiązku służby wojskowej, a 15 kwietnia 1925 rozporządzenie wykonawcze ministra spraw wojskowych do tejże ustawy, wydane 21 marca tego roku wspólnie z ministrami: spraw wewnętrznych, zagranicznych, sprawiedliwości, skarbu, kolei, wyznań religijnych i oświecenia publicznego, rolnictwa i dóbr państwowych oraz przemysłu i handlu. Wydanie obu aktów prawnych wiązało się z przejęciem przez władze cywilne (administracji I instancji) większości zadań związanych z przygotowaniem i przeprowadzeniem poboru. Przekazanie większości zadań władzom cywilnym umożliwiło organom służby poborowej zajęcie się wyłącznie racjonalnym rozdziałem rekruta oraz ewidencją i administracją rezerw. Do tych zadań dostosowana została organizacja wewnętrzna powiatowych komend uzupełnień i ich składy osobowe. Poszczególne komendy różniły się między sobą składem osobowym w zależności od wielkości administrowanego terenu.
Zadania i nowa organizacja PKU określone zostały w wydanej 27 maja 1925 instrukcji organizacyjnej służby poborowej na stopie pokojowej. W skład PKU Baranowicze wchodziły dwa referaty: I) referat administracji rezerw i II) referat poborowy. Nowa organizacja i obsada służby poborowej na stopie pokojowej według stanów osobowych L. O. I. Szt. Gen. 3477/Org. 25 została ogłoszona 4 lutego 1926. Z tą chwilą zniesione zostały stanowiska oficerów ewidencyjnych.
12 marca 1926 została ogłoszona obsada personalna Przysposobienia Wojskowego, zatwierdzona rozkazem Dep. I L. 6000/26 przez pełniącego obowiązki szefa Sztabu Generalnego gen. dyw. Edmunda Kesslera, w imieniu ministra spraw wojskowych. Zgodnie z nową organizacją pokojową Przysposobienia Wojskowego zostały zlikwidowane stanowiska oficerów instrukcyjnych przy PKU, a w ich miejsce utworzone rozkazem Oddz. I Szt. Gen. L. 7600/Org. 25 stanowiska oficerów przysposobienia wojskowego w pułkach piechoty.
Od 1926, obok ustawy o powszechnym obowiązku służby wojskowej i rozporządzeń wykonawczych do niej, działalność PKU Baranowicze normowała „Tymczasowa instrukcja służbowa dla PKU”, wprowadzona do użytku rozkazem MSWojsk. Dep. Piech. L. 100/26 Pob.
Z dniem 1 października 1927 z PKU Mołodeczno w Wilejce został wyłączony powiat stołpecki i włączony do PKU Baranowicze. Od tego czasu PKU Baranowicze administrowała trzema powiatami: baranowickim, nieświeskim i stołpeckim. W grudniu 1930 komenda posiadała skład osobowy typ I.
31 lipca 1931 gen. dyw. Kazimierz Fabrycy, w zastępstwie ministra spraw wojskowych, rozkazem B. Og. Org. 4031 Org. wprowadził zmiany w organizacji służby poborowej na stopie pokojowej. Zmiany te polegały między innymi na zamianie stanowisk oficerów administracji w PKU na stanowiska oficerów broni (piechoty) oraz zmniejszeniu składu osobowego PKU typ I–IV o jednego oficera i zwiększeniu o jednego urzędnika II kategorii. Liczba szeregowych zawodowych i niezawodowych oraz urzędników III kategorii i niższych funkcjonariuszy pozostała bez zmian.
1 lipca 1938 weszła w życie nowa organizacja służby uzupełnień, zgodnie z którą dotychczasowa PKU Baranowicze została przemianowana na Komendę Rejonu Uzupełnień Baranowicze przy czym nazwa ta zaczęła obowiązywać 1 września 1938, z chwilą wejścia w życie ustawy z dnia 9 kwietnia 1938 o powszechnym obowiązku wojskowym. Obok wspomnianej ustawy i rozporządzeń wykonawczych do niej, działalność KRU Baranowicze normowały przepisy służbowe MSWojsk. D.D.O. L. 500/Org. Tjn. Organizacja służby uzupełnień na stopie pokojowej z 13 czerwca 1938. Zgodnie z tymi przepisami komenda rejonu uzupełnień była organem wykonawczym służby uzupełnień .
Komendant rejonu uzupełnień w sprawach dotyczących uzupełnień Sił Zbrojnych i administracji rezerw podlegał bezpośrednio dowódcy Okręgu Korpusu Nr IX, który był okręgowym organem kierowniczym służby uzupełnień. Rejon uzupełnień nie uległ zmianie i nadal obejmował powiaty: baranowicki, nieświeski i stołpecki.
KRU Baranowicze otrzymała zadanie mobilizacyjne, które zostało ujęto w planie mobilizacyjnym „W”. Komendant RU był odpowiedzialny za przygotowanie całości i przeprowadzenie mobilizacji kompanii wartowniczej nr 4/93 z wyjątkiem mobilizacji materiałowej, za którą współodpowiedzialność ponosił dowódca 78 pp. Kompania wartownicza nr 4/93 wchodziła w skład baonu wartowniczego nr 93, mobilizowanego przez KRU Prużana. Kompania była mobilizowana w grupie jednostek oznaczonych kolorem zielonym. Zmobilizowana kompania pod względem ewidencyjnym należała do Ośrodka Zapasowego 20 Dywizji Piechoty.
Zgodnie z założeniami planu „W”, w razie mobilizacji, KRU Baranowicze funkcjonowała na podstawie etatu pokojowego. W czasie wojny, pod względem ewidencji i uzupełnień, przynależała do Ośrodka Zapasowego 9 Dywizji Piechoty.

## Obsada personalna
Poniżej przedstawiono wykaz oficerów zajmujących stanowisko komendanta Powiatowej Komendy Uzupełnień i komendanta rejonu uzupełnień oraz wykaz osób funkcyjnych (oficerów i urzędników wojskowych) pełniących służbę w PKU i KRU Baranowicze, z uwzględnieniem najważniejszych zmian organizacyjnych przeprowadzonych w 1926 i 1938.
Komendanci
- ppłk piech. Władysław Żubrycki (1923 – XII 1924 → komendant PKU Kowel[23])
- ppłk piech. Wincenty Dziewulski (XII 1924[23] – XII 1926 → komendant PKU Brześć[24])
- ppłk piech. Józef Sawicz (XII 1926 – 31 XII 1928 → stan spoczynku[25])
- ppłk piech. Ludwik Łęgowski (III 1930[26] – ? → komendant KRU Warszawa Miasto II)
- mjr piech. Marian Stachelski (1939[27], niewola, Obóz NKWD Griazowiec)

Obsada pozostałych stanowisk funkcyjnych PKU w latach 1921–1925
- I referent
  - kpt. kanc. Zygmunt Wołosewicz (do XII 1924 → II referent PKU Gniezno[29])
  - kpt. Stanisław II Stańkowski (od I 1925[30])
- II referent
  - urzędnik wojsk. XI rangi / por. kanc. Stanisław Michalicki (7 V 1923[31] – VIII 1924 → kierownik kancelarii 9 SBK[32][33])
  - por. kanc. Mieczysław I Ostrowski (1924 – II 1926 → referent)
- oficer instrukcyjny – por. piech. Karol Surma[a] (od IX 1924[35])
- oficer ewidencyjny Nieśwież
  - por. piech. Wacław Świtkowski (1 VIII[36] – 25 X 1923 → OE Lwów Miasto PKU Lwów Miasto[37])
  - por. piech. Henryk Czechowski (15 XI 1923[38] – I 1924 → PKU Słonim[39])
  - por. piech. Piotr Nowosielski (V[40] – IX 1924 → PKU Nisko[41])
- oficer ewidencyjny – urzędnik wojsk. XI rangi / chor. Andrzej Jaszczur[b] (1923 – 1925)
- oficer ewidencyjny – urzędnik wojsk. XI rangi Józef Jakub Machaj (1923)

Obsada pozostałych stanowisk funkcyjnych PKU w latach 1926–1938
- kierownik I referatu administracji rezerw i zastępca komendanta
  - kpt. art. Edward Dawidowski[c] (VIII 1927[48] – 31 XII 1931[49] → stan spoczynku)
  - kpt. piech. Jan Józef Domino (XI 1931[50] – 1 VII 1932[51] → kierownik I referatu PKU Jarosław)
  - kpt. piech. Gotlieb Albert Lotys (od 1932[52] – 31 VIII 1933[53] → stan spoczynku)
  - kpt. piech. Jan Kazimierz Ozaist[d] (1933[55], był w VI 1935, → stan spoczynku)
- kierownik II referatu poborowego
  - kpt. piech. Stanisław Stankowski (od II 1926)
  - por. kanc. Stefan Życki[e] (do 1932 → praktyka u płatnika 78 pp)
  - por. piech. Leopold Julian Gadkowski[f] (był w 1932 i w VI 1935)
- referent
  - por. kanc. Mieczysław I Ostrowski (II 1926 – II 1927[69] → kierownik kancelarii 3 DP Leg.)
  - ppor. kanc. Józef Bauc[g] (VII 1927 – VI 1930 → płatnik 18 pap)

Obsada pozostałych stanowisk funkcyjnych PKU w latach 1938–1939
- kierownik I referatu ewidencji – kpt. adm. (piech.) Mieczysław Uzarowicz[i] †1940 Twer[76]
- kierownik II referatu uzupełnień – por. adm. (piech.) Czesław Gulczyński[j] (1 V 1936 – 13 IX 1939)